# Đại Hóa
Đại Hóa là một xã thuộc huyện Tân Yên, tỉnh Bắc Giang, Việt Nam.
Xã Đại Hóa có diện tích 5,05 km², dân số năm 1999 là 4304 người, mật độ dân số đạt 852 người/km².

## Đặc điểm tự nhiên và đặc điểm xã hội

### Vị trí địa lý và đặc điểm tự nhiên

#### Vị trí địa lý
Đại Hóa là xã miền núi nằm ở tây bắc huyện Tân Yên, tỉnh Bắc Giang:
- Phía đông giáp xã Quang Tiến;
- Phía nam giáp xã Lam Cốt;
- Phía tây giáp xã Phúc Sơn;
- Phía bắc giáp xã Lan Giới và xã Tân Đức (xã Tân Đức thuộc huyện Phú Bình, tỉnh Thái Nguyên).
Diện tích tự nhiên của xã Đại Hóa là 459ha.
Trung tâm xã cách huyện lỵ Tân Yên (Cao Thượng) 13 km về phía Tây bắc. Đại Hóa có trục tỉnh lộ 287 (này là 294) chạy qua chừng 2 km, từ Quang Lâm đến Cầu Sắm. Ngoài ra Đại Hóa còn có hai đường liên xã đi Tân Đức và Lam Cốt.

#### Đặc điểm tự nhiên
Đại Hóa không có sông hồ lớn, chỉ có suối Cầu Thần là ranh giới tự nhiên với xã Tân Đức, Phúc Sơn và Lam Cốt. Độ cao trung bình 13 đến 25m (so với mực nước biển). Nơi đây chỉ có gò đồi thấp, rừng nhỏ.Diện tích mặt nước tự nhiên và ao hồ tự tạo trong quá trình xây dựng ở các làng chỉ chiếm trên 12ha, nhưng có khả năng phát triển tốt nghề cá.